# Theloderma gordoni
Espèce
Statut de conservation UICN

 LC  : Préoccupation mineure
Theloderma gordoni est une espèce d'amphibiens de la famille des Rhacophoridae.

## Répartition
Cette espèce se rencontre :
- dans la province de Chiang Mai en Thaïlande ;
- dans le nord du Viêt Nam.

## Description
Theloderma gordoni mesure environ 50 mm. Son dos est brun avec des taches noires sur sa tête et des aspérités de couleur crème sur son dos. Son ventre est vert lavande avec des taches ou des réticulations de teinte plus sombre.

## Étymologie
Son nom d'espèce, gordoni, lui a été donné en référence à Oliver Gordon Young de Chiang Mai qui a découvert le spécimen décrit.

## Publication originale
- Taylor, 1962 : The Amphibian Fauna of Thailand. University of Kansas Science Bulletin, vol. 43, no 8, p. 265-599 (texte intégral).